# Coprophanaeus strandi
Coprophanaeus strandi är en skalbaggsart som beskrevs av Vladimir Balthasar 1939. Coprophanaeus strandi ingår i släktet Coprophanaeus och familjen bladhorningar. Inga underarter finns listade i Catalogue of Life.